# Näringsutskottet
Näringsutskottet (NU) är ett utskott i Sveriges riksdag. Utskottet bereder ärenden om näringspolitiken och därmed sammanhängande forskningsfrågor samt ärenden om handel, energipolitik, regional utvecklingspolitik, statlig företagsamhet samt pris- och konkurrensförhållanden i näringslivet.
Utskottets ordförande är Tobias Andersson (SD) och dess vice ordförande är Elisabeth Thand Ringqvist (C).

## Lista över utskottets ordförande
| Namn | Namn               | Ämbetsperiod | Politisk tillhörighet |
| ---- | ------------------ | ------------ | --------------------- |
|      | Ingvar Svanberg    | 1971-1982    | Socialdemokraterna    |
|      | Nils Erik Wååg     | 1982–1988    | Socialdemokraterna    |
|      | Lennart Pettersson | 1988–1991    | Socialdemokraterna    |
|      | Rolf Dahlberg      | 1991–1994    | Moderaterna           |
|      | Birgitta Johansson | 1994–1998    | Socialdemokraterna    |
|      | Per Westerberg     | 1998–2002    | Moderaterna           |
|      | Marie Granlund     | 2002–2006    | Socialdemokraterna    |
|      | Karin Pilsäter     | 2006–2010    | Folkpartiet           |
|      | Carl B. Hamilton   | 2010         | Folkpartiet           |
|      | Mats Odell         | 2010–2012    | Kristdemokraterna     |
|      | Jessica Polfjärd   | 2012–2013    | Moderaterna           |
|      | Mats Odell         | 2013–2014    | Kristdemokraterna     |
|      | Jennie Nilsson     | 2014–2018    | Socialdemokraterna    |
|      | Lars Hjälmered     | 2018–2019    | Moderaterna           |
|      | Carl-Oskar Bohlin  | 2019         | Moderaterna           |
|      | Lars Hjälmered     | 2019–2022    | Moderaterna           |
|      | Carl-Oskar Bohlin  | 2022         | Moderaterna           |
|      | Tobias Andersson   | 2022–        | Sverigedemokraterna   |

## Lista över utskottets vice ordförande
| Namn | Namn                      | Ämbetsperiod | Politisk tillhörighet |
| ---- | ------------------------- | ------------ | --------------------- |
|      | Christer Eirefelt         | 1985–1988    | Folkpartiet           |
|      | Hadar Cars                | 1988–1991    | Folkpartiet           |
|      | Anita Gradin              | 1991–1992    | Socialdemokraterna    |
|      | Birgitta Johansson        | 1992–1994    | Socialdemokraterna    |
|      | Hadar Cars                | 1994–1995    | Folkpartiet           |
|      | Christer Eirefelt         | 1995–1998    | Folkpartiet           |
|      | Barbro Andersson Öhrn     | 1998–2002    | Socialdemokraterna    |
|      | Mikael Odenberg           | 2002–2003    | Moderaterna           |
|      | Per Bill                  | 2003–2006    | Moderaterna           |
|      | Thomas Östros             | 2006–2008    | Socialdemokraterna    |
|      | Tomas Eneroth             | 2008–2010    | Socialdemokraterna    |
|      | Maria Wetterstrand        | 2010–2011    | Miljöpartiet          |
|      | Jonas Eriksson            | 2011–2014    | Miljöpartiet          |
|      | Catharina Elmsäter-Svärd  | 2014         | Moderaterna           |
|      | Lars Hjälmered            | 2014–2018    | Moderaterna           |
|      | Jennie Nilsson            | 2018–2019    | Socialdemokraterna    |
|      | Helene Hellmark Knutsson  | 2019–2020    | Socialdemokraterna    |
|      | Anna-Caren Sätherberg     | 2020–2021    | Socialdemokraterna    |
|      | Jennie Nilsson            | 2021–2022    | Socialdemokraterna    |
|      | Elisabeth Thand Ringqvist | 2022–        | Centerpartiet         |